# Today We Live
De film Today We Live is in Nederland uitgebracht onder de titel "Vrouwennoodlot". Ze is gemaakt in 1933 onder regie van Howard Hawks.

## Verhaal
Dit drama gaat over Diana Boyce-Smith, een vrouw die zich haast naar een enorm landhuis in Engeland nadat ze vermoedt dat haar vader is overleden. Hier krijgt ze een relatie met de Amerikaan Richard Bogard. Wanneer hij het leger ingaat bij het uitbreken van de Eerste Wereldoorlog, wordt Diana achtergelaten met haar twee jeugdvrienden, voor wie ze ook gevoelens heeft.

## Rolverdeling
| Acteur        | Personage         |
| ------------- | ----------------- |
| Joan Crawford | Diana Boyce-Smith |
| Gary Cooper   | Richard Bogard    |
| Robert Young  | Claude            |
| Franchot Tone | Ronnie            |
| Roscoe Karns  | McGinnis          |